# Akurey
Akurey är en ö i republiken Island.   Den ligger i regionen Höfuðborgarsvæði, i den västra delen av landet, 5 km nordväst om huvudstaden Reykjavík.
Inlandsklimat råder i trakten. Årsmedeltemperaturen i trakten är 1 °C. Den varmaste månaden är juli, då medeltemperaturen är 10 °C, och den kallaste är februari, med −5 °C.